# Saut à la perche masculin aux Jeux olympiques de 1908
Pour un article plus général, voir Athlétisme aux Jeux olympiques de 1908.
Navigation
Saint Louis 1904 Stockholm 1912
L'épreuve du saut à la perche masculin aux Jeux olympiques de 1908 s'est déroulée le 24 juillet 1908 au White City Stadium de Londres, au Royaume-Uni. Elle est remportée par les Américains Edward Cook et Alfred Gilbert.